# Cupressus macrocarpa var. goldcrest
Cupressus macrocarpa var. goldcrest, conocido comúnmente como cedro limón, es una variedad o cultivar del Cupressus macrocarpa, también conocido como goldcrest, cedro California, 
cedro Monterrey o copa limón.

## Hábitat
Este tipo de cedro necesita abundante luz solar para crecer. También crece correctamente sembrado a media sombra. Puede crecer en lugares de gran altitud o en lugares cercanos al mar. Tiene una gran resistencia a varios tipos de suelos, desde alcalinos hasta ácidos, por lo que pueden ser sembrados en prácticamente cualquier tipo de clima.

## Descripción
Tienen hojas en forma de escamas de color verde amarillento que desprenden un olor parecido al del limón; el tronco es de color marrón y muy arrugado y agrietado, pudiendo llegar a medir hasta medio metro de circunferencia. La cobertura de este árbol es de entre 10 y 12 metros de longitud. Su fruto tiene una forma cónica de  entre 2.5 y 4 centímetros de longitud, Recubierto de escamas con espinas; son de color rojizo y cuando maduran su color se vuelve grisáceo.

## Usos
El principal uso de este cedro es como ornamento, debido a su vívido color verde limón, el aroma que posee su follaje y el de su tronco. Además, puede ser podado para crear diversas formas, por lo cual es común encontrarlo en parques y jardines.

## Lugar de origen
Este cedro es procedente de la Bahía de Monterrey, California, Estados Unidos, por lo cual también se le llega a conocer en algunos lugares como cedro de Monterrey.

## Tamaño promedio
Generalmente alcanzan tamaños alrededor de los 30 metros, pero se tienen registros de algunos que han alcanzado a medir hasta 50 metros.